# Grupa Wawelberg

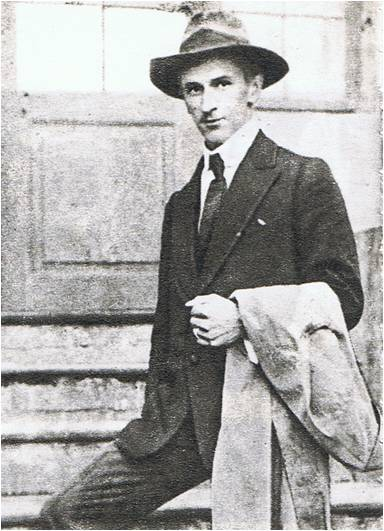
Tadeusz Puszczyński jako „Konrad Wawelberg” w 1921

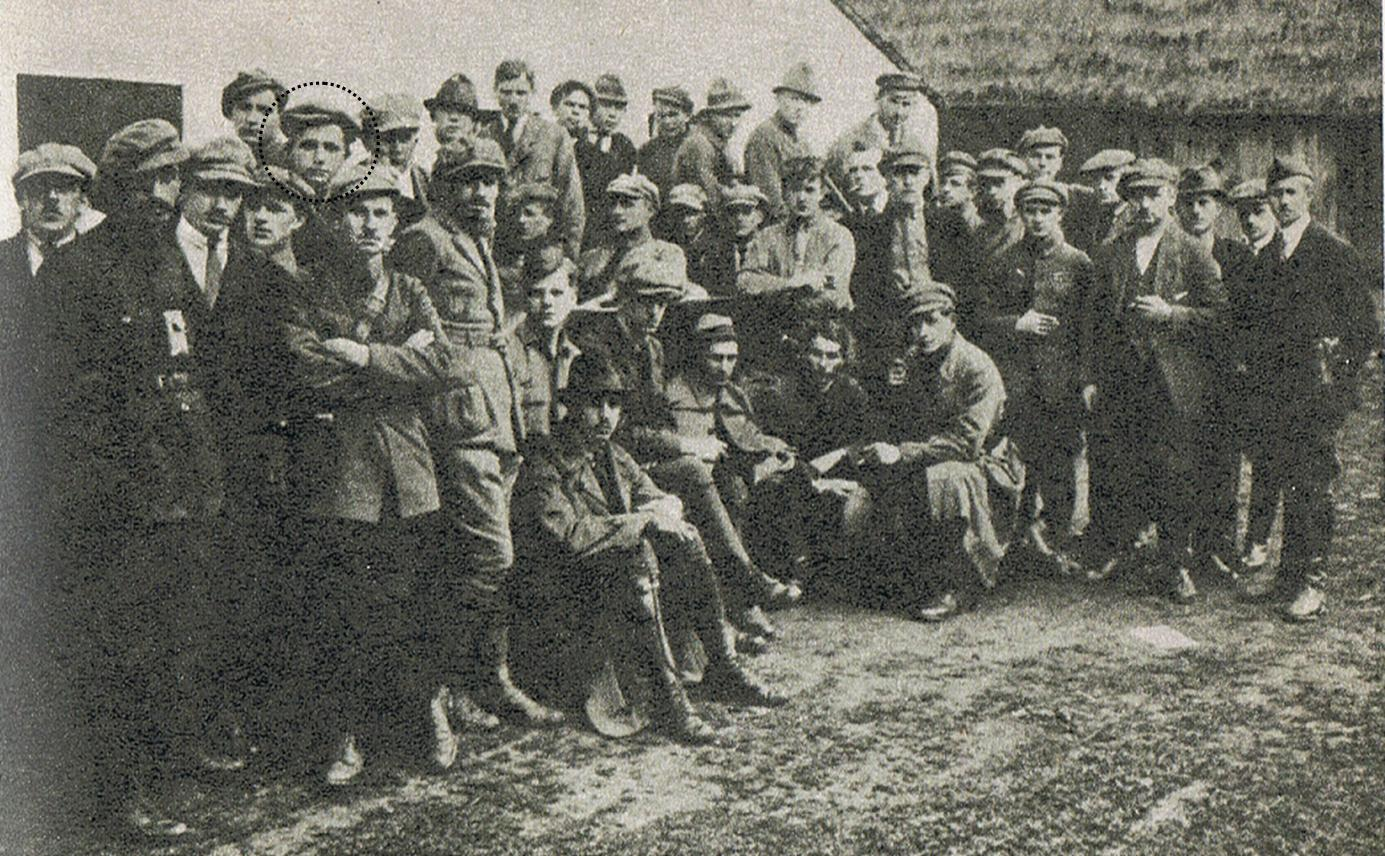
Oddział Dywersyjny kpt. Tadeusza Puszczyńskiego ps. Wawelberg w III powstaniu śląskim. Fotografia wykonana w Pyskowicach w końcu czerwca 1921. Siedzą od lewej: 2 Stefan Mańkowski (z odkrytą głową), 3 Michał Kaczorowski (w czapce), 4. Tadeusz Puszczyński (w kapeluszu). Stoją w I rzędzie od lewej: 1 Stanisław Sachs (z latarką na piersi), 2 Tadeusz de Nisau, 4 Bohdan de Nisau. Stoją w I rzędzie od prawej: 4 Stanisław Baczyński (w czapce nieco wyższy), 5 Dobiesław Damięcki (z rozwichrzoną czupryną). W II rzędzie od lewej 4 Stanisław Dubois (daszek czapki obrócony w lewo), W II rzędzie od prawej: Kazimierz Kuszel (z papierosem), W III rzędzie od lewej 5 Stanisław Leśniewski.

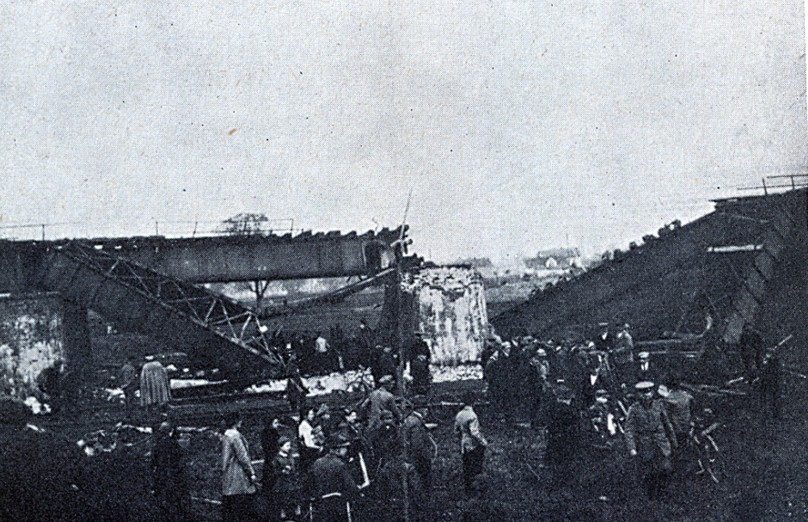
Most na Odrze w Szczepanowicach, wysadzony w ramach akcji „Mosty” przy udziale Wiktora Wiechaczka.

Grupa Destrukcyjna „Wawelberga” – zespoły dywersyjne prowadzące działania specjalne, zorganizowane przez Oddział II Sztabu Generalnego WP, działające na rzecz III powstania śląskiego (3 maja – 5 lipca 1921). Pierwsza w Rzeczypospolitej Polskiej formacja wojskowa działań specjalnych. Po wybuchu powstania grupa podlegała bezpośrednio Wodzowi Naczelnemu ppłk. Maciejowi Mielżyńskiemu, a następnie Kazimierzowi Zenktellerowi. Nazwa grupy pochodziła od pseudonimu dowódcy grupy kpt. Tadeusza Puszczyńskiego „Wawelberg”.

## Historia
Struktura powstała w grudniu 1920 jako Referat Destrukcji Dowództwa Obrony Plebiscytu. Kierował nim początkowo por. Stanisław Baczyński ps. „Büttner”, a następnie od stycznia 1921 kpt. Tadeusz Puszczyński ps. „Wawelberg”. W lutym 1921 referat liczył: 9 oficerów, 4 podchorążych, 4 sierżantów, 5 plutonowych, 2 kaprali i 22 szeregowych.
Skład oddziałów dywersyjnych wywodził się z uczestników grup dywersyjnych z II Powstania śląskiego, oficerów WP oraz członków Pogotowia Bojowego PPS.
Kierownictwo Referatu stanowili: dowódca kpt. Tadeusz Puszczyński, zastępca por. Stanisław Baczyński, zastępca ds. technicznych por. Teofil Morelowski ps. „Johann Schmidt”, oficer gospodarczy – por. Edmund Charaszkiewicz ps. „Eugeniusz” oraz por. Jerzy Paszkowski ps. „Thiele” (zastąpiony w marcu 1921 przez por. Wacława Wardaszko).
Funkcjonowało wówczas pięć grup: grupa opolska „A” (trzy oddziały) – dowódca ppor. Lucjan Miładowski, grupa „G” („Główna”) (dwa oddziały) – dowódca por. Włodzimierz Dąbrowski, grupa „U” („Unieruchomienia”) (dwa oddziały) – dowódca pchor. Gliński ps. „Józef Korczak”, następnie ppor. Konrad Strzelczyk-Łukasiński „Szaleniec”, grupa „E” (jeden oddział) – dowódca por. Edmund Charaszkiewicz „Eugeniusz” oraz grupa „N” (dwa oddziały) – dowódca ppor. Juliusz Jarosławski „Szulc”. W kwietniu 1921 grupy „E” i „U” połączyły się w grupę „EU” – dowódca kpt. Czesław Pobóg-Prusinowski „Auerbach”.
Bezpośrednio przed wybuchem powstania w nocy z 2 na 3 maja 1921 Grupa Destrukcyjna w składzie 46 ludzi wykonała zadanie wysadzenia siedmiu mostów na liniach kolejowych łączących Śląsk z resztą Niemiec (Akcja „Mosty”): most żelazny pod Opolem (kpt. Tadeusz Puszczyński), most kolejowy pod Popielowem (pchor. Stanisław Pelc), tor kolejowy Opole – Wrocław (ppor. Konrad Strzelczyk-Łukasiński), most kolejowy pod Wołczynem (pchor. Stanisław Czapski), most na rzece Osobłodze pod Głogówkiem (pchor. Stanisław Gliński), most pod Racławicami Śląskimi (pchor. Józef Sibera), tor kolejowy pomiędzy Prudnikiem a Racławicami Śląskimi (pchor. Janusz Meissner).
Po wybuchu powstania 5 i 6 maja oddziały brały udział m.in. w walkach o Strzelce Opolskie; od 7 maja opuściły linię frontu dokonując reorganizacji pod nazwą „Grupa Destrukcyjna Wawelberga”. Grupę zasilili wówczas ochotnicy – studenci z warszawskich uczelni z ZNMS oraz małoletni z Korpusu Kadetów ze Lwowa i Modlina, którzy uciekli do powstania.
Grupa liczyła wówczas ok. 130 żołnierzy, w tym 23 oficerów i podchorążych. W końcu maja 1921 grupa składała się z następujących oddziałów:
- Podgrupa destrukcyjna „Wschód” – dowódca por. Dobiesław Damięcki „Damian”. W jej skład wchodziły trzy oddziały: pchor. Tadeusza Meissnera, por. Stanisława Czapskiego i pchor. Stanisława Glińskiego;
- Podgrupa destrukcyjna „Północ” – dowódca ppor. Lucjan Miładowski. W jej skład wchodziły trzy oddziały: por. Henryka Kurkowskiego, pchor. Stanisława Pelca i ppor. Lucjana Miładowskiego.
- Podgrupa destrukcyjna „Południe” – dowódca por. Stanisław Baczyński „Wagner”. W jej skład wchodziły trzy oddziały: pchor. Janusza Meissnera „Orski”, ppor. Stanisława Machnickiego i por. Stanisława Baczyńskiego.
- rezerwa – dowódca por. Konrad Strzelczyk-Łukasiński „Szaleniec”. W jej składzie był jeden oddział pchor. Józefa Sibery.

Oddziały brały udział w walkach w maju i czerwcu 1921. W połowie czerwca oddziały zostały wycofane z frontu. Naczelna Komenda Wojsk Powstańczych postanowiła o utworzeniu specjalnej grupy szturmowej z dotychczasowego oddziału destrukcyjnego i dwóch batalionów odwodowych. Dowództwo oddziału „Grupa Konrada Wawelberga” objął kpt. Tadeusz Puszczyński. Oddział ten już nie wziął udziału w walkach i zakończył działalność w lipcu 1921.